# 妙善寺 (久留米市)
妙善寺（みょうぜんじ）は、福岡県久留米市寺町にある日蓮宗の寺院。山号は大雲山。旧本山は京都頂妙寺、達師法縁(繁珠会)。土中出土宗祖安置の道場。

## 歴史
仏行院日信（または仙行院日信）が浮羽郡耳納山山麓に創建した。豊臣秀吉の九州征伐で焼失するも、元和7年（1621年）再興された。寛永2年（1625年）覚月宗利が感得した土中出土の立正大師日蓮の木像が奉納される。現在の本堂は大正3年（1914年）再建されたもの。

## 清正堂（清正公堂）
- 文化5年（1808年）熊本本妙寺から勧請されたもの。

## 周辺寺院
- 妙正寺
- 本泰寺

## 参考資料
- 『久留米の町 寺社めぐり』
- 日蓮宗寺院大鑑編集委員会『宗祖第七百遠忌記念出版 日蓮宗寺院大鑑』大本山池上本門寺 (1981年)

座標: 北緯33度19分7.1秒 東経130度31分15.3秒 / 北緯33.318639度 東経130.520917度